# آموزشگاه نیروی هوایی دوندیگول
آموزشگاه نیروی هوایی دوندیگول (به انگلیسی: Air Force Academy, Dundigul) یک فرودگاه نظامی است که یک باند فرود آسفالت دارد و طول باند آن ۲۰۷۳ متر است. این فرودگاه در کشور هند قرار دارد و در ارتفاع ۶۱۴ متری از سطح دریا واقع شده‌است.